# Leno
Leno là một đô thị thuộc tỉnh Brescia dans la Lombardia ở Ý. Đô thị này có diện tích 58kilômét vuông, dân số thời điểm 31 tháng 12 năm 2004 là 13.503 người.
Đô thị này có các làng sau: Casteletto, Milzanello, Porzano.
Đô thị này giáp với các đô thị sau: Bagnolo Mella, Cigole, Ghedi, Gottolengo, Manerbio, Offlaga, Pavone del Mella.